# 尤瑞尼爾斯小火山
2°54′N 121°36′W / 2.9°N 121.6°W

塔爾西斯區域指出主要地型特徵的地圖，包含尤瑞尼爾斯小火山。塔爾西斯有太陽系最高的火山－奧林帕斯山。什洛尼爾斯小火山雖然在圖中看起來很小，但它的高度相當於聖母峰。

乌拉纽斯丘（Uranius Tholus）是一個位於火星塔爾西斯區的火山，中心座標2.9°N，121.6°W。它的寬度是101.7公里，以火星的古典反照率特徵命名。

## 地質狀況
塔爾西斯是一個有許多巨型火山的區域。最高的火山是奧林帕斯山。山是從地表隆起的巨大地理特徵，穹丘則是指隆起規模較小、以及圓頂的山或丘。破火山口則是平坦且有巨大開口的不規則環形山，或複雜、多弧形邊的火山口。事實上，破火山口可能是火山下方的岩漿庫空了以後頂部塌陷而形成。美國奧勒岡州的火山口湖可能就是因此形成的。

## 圖集

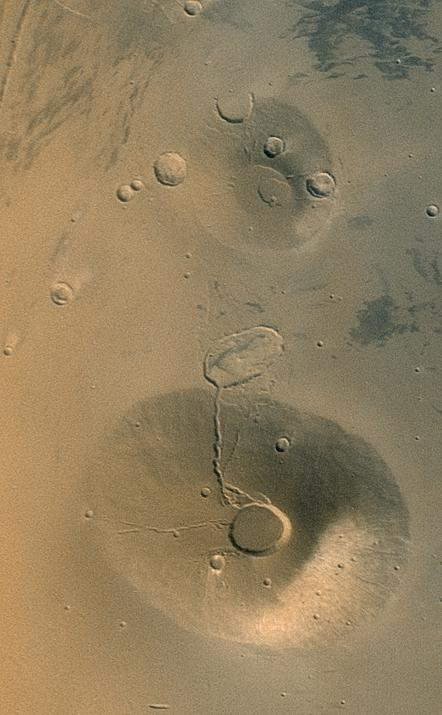
火星全球探勘者號上的火星軌道攝影機拍攝下方的刻拉尼俄斯丘和上方的乌拉纽斯火山丘。刻拉尼俄斯火山丘的高度相當於聖母峰。